# 2497 Kulikovskij
A 2497 Kulikovskij (ideiglenes jelöléssel 1977 PZ1) a Naprendszer kisbolygóövében található aszteroida. Nyikolaj Sztyepanovics Csernih fedezte fel 1977. augusztus 14-én.